# John Muckler
John Muckler (* 13. April 1934 in Midland, Ontario, Kanada; † 4. Januar 2021 in Buffalo, New York, Vereinigte Staaten) war ein kanadischer Eishockeyspieler und Trainer bei den Edmonton Oilers, Buffalo Sabres und New York Rangers aus der National Hockey League. Zudem war er General Manager der Ottawa Senators.

## Karriere
John Muckler begann seine Karriere als Spieler 1949 bei den Detroit Hettche aus der International Hockey League. Ihm gelang nie der Sprung in die hochklassige National Hockey League und spielte stattdessen in unterklassigen Ligen, hauptsächlich in der Eastern Hockey League. Muckler, der in der Verteidigung spielte, übernahm neben seinen Aufgaben als Spieler 1959 auch den Trainerposten bei den New York Rovers. 1961 wechselte er zu den Long Island Ducks, wo er zwei Jahre später seine Spielerkarriere beendete und 1964 Trainer wurde.
1967 verpflichteten ihn die Memphis South Stars aus der Central Professional Hockey League, die als Farmteam des neu gegründeten NHL-Franchise Minnesota North Stars dienten, als Cheftrainer. Während der Saison 1968/69 wechselte Muckler erstmals in die NHL, als ihn die North Stars zum Interimstrainer ernannten. Bei 35 Spielen stand er hinter der Bande, konnte aber nur sechs Siege feiern und musste das Team wieder verlassen.
1970 übernahm Muckler den Trainerposten bei den Cleveland Barons aus der American Hockey League, die er drei Jahre trainierte, ehe die Mannschaft nach Jacksonville umsiedelte und er innerhalb der Liga zu den Providence Reds wechselte. Gleich in seinem ersten Jahr mit dem Team erreichte er das Finale um den Calder Cup. Nach einem weiteren erfolgreichen Jahr, sank die Leistung der Mannschaft und das Franchise wurde 1976 nach Rhode Island umgesiedelt. Doch dort schwächelte die Mannschaft weiter und Muckler wurde im Saisonverlauf entlassen.
1978 ging Muckler zurück in die CHL und gewann dort mit den Dallas Black Hawks die Playoffs, ehe er sich den Wichita Wind, dem damaligen Farmteam der Edmonton Oilers, anschloss. Nach einer Saison mit dem CHL-Team übernahm er den Posten als Assistenztrainer der Oilers an der Seite von Cheftrainer und General Manager Glen Sather. Die Mannschaft um Wayne Gretzky, Mark Messier, Grant Fuhr, Paul Coffey und Jari Kurri zog 1983 zum ersten Mal bis ins Stanley-Cup-Finale ein, wo sie jedoch den New York Islanders unterlagen, die ihren vierten Titel in Folge holten. Im Jahr darauf gelang aber den Oilers der erste Stanley-Cup-Sieg und 1985 konnten sie die Meisterschaft verteidigen.
Nach dem zweiten Titelgewinn wollte sich Sather stärker auf seine Managementaufgaben konzentrieren, weshalb Muckler bei der Trainertätigkeit mehr Verantwortung erhielt. Als gleichberechtigte Cheftrainer führten sie fortan das Team, während Sather aber weiterhin offizieller Inhaber des Postens war. In dieser Besetzung gewannen sie in den folgenden vier Jahren weitere zwei Stanley Cups und 1989 wurde Muckler alleiniger Cheftrainer der Oilers und konnte gleich ein weiteres Mal die Trophäe gewinnen.
Nachdem die Saison 1990/91 jedoch ohne Erfolg geendet hatte, verließ Muckler die Edmonton Oilers und wechselte zu den Buffalo Sabres, wo er den Posten als Director of Hockey Operations übernahm. Als die Sabres mit nur neun Siegen aus 28 Spielen in die Saison 1991/92 gestartet waren, wurde Trainer Rick Dudley entlassen und Muckler wurde sein Nachfolger und übernahm 1993 schließlich auch die Position des General Managers. In der Saison 1993/94 erreichten die Sabres erstmals seit vier Jahren wieder die Marke von 40 Siegen und Muckler wurde für seine Trainerleistung für den Jack Adams Award nominiert, ein Jahr später legte er aber sein Traineramt nieder und konzentrierte sich fortan auf seine Aufgaben als General Manager.
Sein Nachfolger als Trainer wurde Ted Nolan, der in seiner ersten Saison mit den Sabres die Playoffs verpasste. Das zweite Jahr lief deutlich besser, jedoch herrschte ein gespanntes Verhältnis zwischen Nolan auf der einen und Startorhüter Dominik Hašek und Muckler auf der anderen Seite. Nach dem Ende der recht erfolgreichen Saison 1996/97 gipfelte die Auseinandersetzung zwischen dem Trainer und General Manager mit der Entlassung von Muckler.
Doch bereits in der folgenden Saison 1997/98 fand Muckler eine neue Anstellung, als ihn die New York Rangers als Cheftrainer verpflichteten, nachdem Colin Campbell wegen schwachen Leistungen der Mannschaft entlassen wurde. Doch auch unter Muckler änderte sich nicht viel und er musste 2000 die Rangers wieder verlassen.
Im Juni 2002 wurde Muckler zum General Manager der Ottawa Senators ernannt und es folgte die bis dahin erfolgreichste Saison des Franchise mit 52 Siegen in 82 Ligaspielen, wodurch sie die Presidents’ Trophy als bestes Team der regulären Saison gewannen und zogen in den Playoffs bis ins Finale der Eastern Conference ein. Die Erfolge warfen ein positives Licht auf das Franchise, das wenige Monate zuvor Konkurs angemeldet hatte, doch die Übernahme des Teams durch Eugene Melnyk konnte die endgültige Pleite abwenden.
Die wichtigsten Entscheidungen in seiner Zeit bei den Senators fällte Muckler in der durch den Lockout bedingten langen Spielpause zwischen Sommer 2004 und Herbst 2005, als er Bryan Murray als neuen Trainer verpflichtete und Stürmer Dany Heatley aus Atlanta holte. Beide gehörten 2006/07 zu den Hauptfaktoren für das Erreichen des Stanley-Cup-Finales, das sie jedoch gegen die Anaheim Ducks verloren. Kurz darauf trennten sich die Ottawa Senators jedoch von Muckler.
Noch im Sommer 2007 gab es Gespräche zwischen den Toronto Maple Leafs und John Muckler über eine mögliche Anstellung in einer führenden Position des Franchise, jedoch blieben die Gespräche ohne Ergebnis.
John Muckler gehörte neben seinen Trainertätigkeiten in der NHL 1984 und 1987 zum Trainerstab der kanadischen Nationalmannschaft beim Canada Cup.

## Erfolge und Auszeichnungen

### Als Trainer
- 1975 Louis A. R. Pieri Memorial Award (bester Trainer der AHL)
- 1979 Jake Milford Trophy (bester Trainer der CPHL)
- 1979 Adams-Cup-Gewinn mit den Dallas Black Hawks
- 1984 Stanley-Cup-Gewinn mit den Edmonton Oilers (als Assistenztrainer)
- 1984 Goldmedaille beim Canada Cup
- 1985 Stanley-Cup-Gewinn mit den Edmonton Oilers (als Assistenztrainer)
- 1987 Stanley-Cup-Gewinn mit den Edmonton Oilers (als Co-Cheftrainer)
- 1987 Goldmedaille beim Canada Cup
- 1988 Stanley-Cup-Gewinn mit den Edmonton Oilers (als Co-Cheftrainer)
- 1990 Stanley-Cup-Gewinn mit den Edmonton Oilers